# Кіка Георгіу
Кікі Георгіу (грец. Κίκα Γεωργίου; 14 лютого 1980 року, Ларнака, Кіпр) — кіпрська акторка театру і кіно та співачка.

## Життєпис
Кіка Георгіу народилася 14 лютого 1980 року у Ларнаці. У 2001 році Георгіу закінчила Університет Рузвельта. Кіка є успішною театральною акторкою (співпрацює з Національним театром Греції та Кіпрською театральною організацією). Акторка також бере участь у кінематографічних проектах.

## Вибіркова фільмографія
- Людина у сірому (1997)
- Місто дітей (2011)

## Нагороди
| Рік  | Нагорода                       | Номінація                                        | Робота        | Результат |
| ---- | ------------------------------ | ------------------------------------------------ | ------------- | --------- |
| 2012 | Нагороди Грецької кіноакадемії | Нагорода Грецької кіноакадемії найкращій акторці | «Місто дітей» | Перемога  |